# Emil Bömches von Boor
Emil Bömches von Boor, węg. Elemér Bömches von Boor (ur. 9 lipca 1879 w Sebeș, zm. 27 stycznia 1969 w Braszowie) – strzelec i olimpijczyk reprezentujący Węgry.

## Życiorys

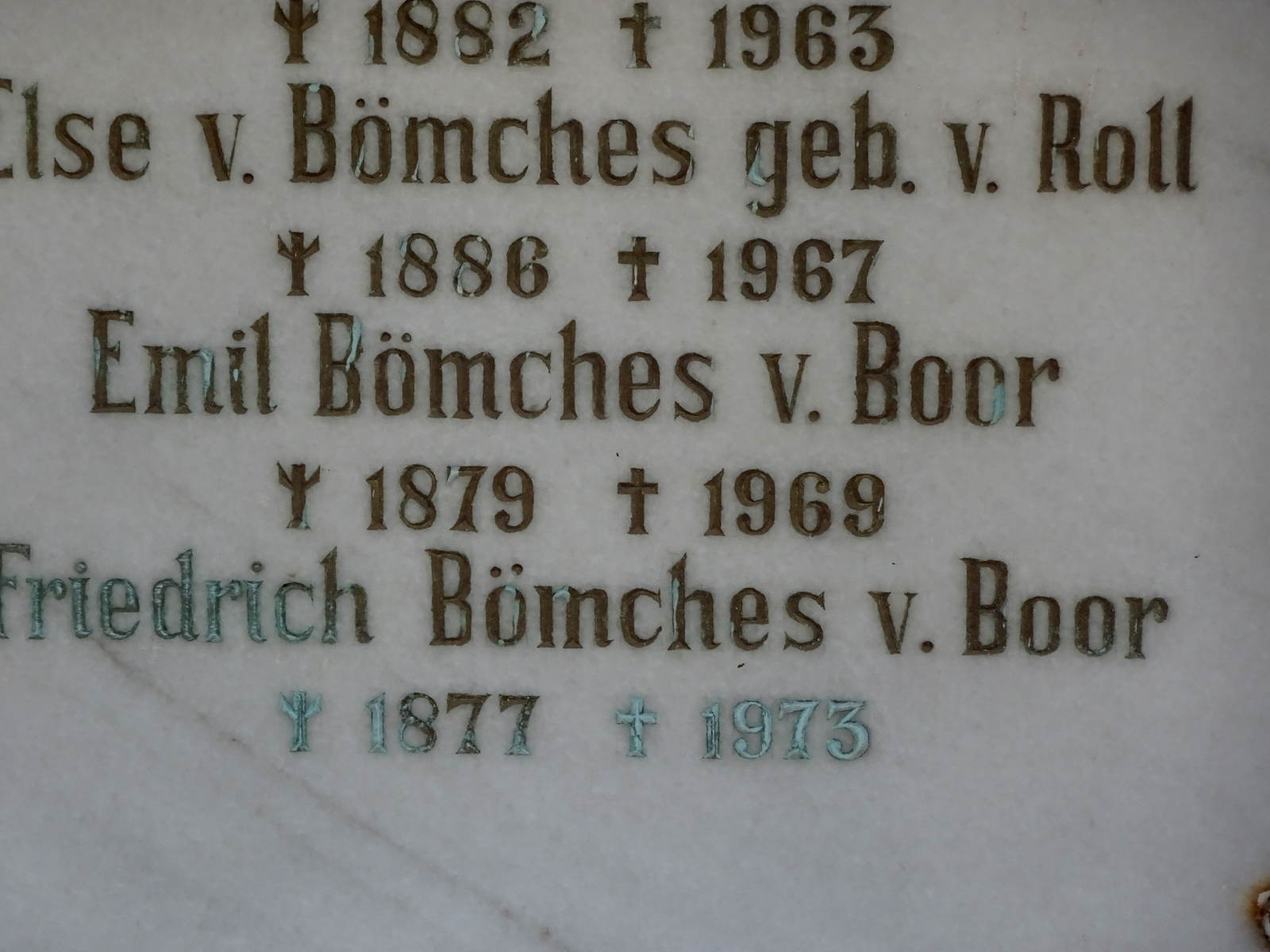
Inksrypcja wyryta na krypcie rodzinnej Bömchesów, znajdującej się w Braszowie

Pochodził ze szlacheckiej rodziny Sasów siedmiogrodzkich (hrabia i kawaler). Był wpływową postacią w społeczności saskiej w Braszowie. Myśliwy i członek tamtejszego stowarzyszenia turystyki górskiej „Siebenbürgischer Karpaten Verein” (SKV). W 1909 roku zajął 3. miejsce w lokalnych zawodach narciarskich. 
Brał udział w zawodach strzeleckich podczas Letnich Igrzysk Olimpijskich 1912, na których wystartował w czterech konkurencjach. Najwyższą pozycję indywidualnie zajął w karabinie dowolnym w trzech postawach z 300 m, w którym uplasował się na 50. miejscu (wśród 84 strzelców). W drużynowym strzelaniu z karabinu wojskowego Węgrzy zajęli ostatnią pozycję, jednak Bömches uzyskał najlepszy wynik w sześcioosobowym zespole węgierskim.
Jedno ze schronisk w górach Piatra Craiului zostało nazwane na cześć Bömchesa.

## Wyniki

### Igrzyska olimpijskie
| Igrzyska       | Konkurencja                              | Wynik                                         | Miejsce | Źródło |
| -------------- | ---------------------------------------- | --------------------------------------------- | ------- | ------ |
| Sztokholm 1912 | Karabin dowolny, trzy postawy, 300 m     | 828 pkt. (326–282–220)                        | 50      | [ 6 ]  |
| Sztokholm 1912 | Karabin wojskowy, trzy postawy, 300 m    | 69 pkt. (39–30)                               | 66      | [ 10 ] |
| Sztokholm 1912 | Karabin wojskowy, dowolna postawa, 600 m | 51 pkt.                                       | 80      | [ 11 ] |
| Sztokholm 1912 | Karabin wojskowy, drużynowo              | 1333 pkt. (druż.) 237 pkt. ind. (63–59–59–56) | 10      | [ 8 ]  |